# Federação Internacional de Atletismo de Força
A Federação Internacional de Atletismo de Força (em inglês:  International Federation of Strength Athletes — IFSA) foi uma organização que governou competições de atletismo de força (strongman).
A IFSA foi fundada em 1995 e sediada em Glasgow, Escócia.
Até 2004 a IFSA se encarregava do World's Strongest Man (em português:  o homem mais forte do mundo) e do Strongman Super Series, porém, ao se dividir, em 2005[carece de fontes?], encarregou-se somente do IFSA World Strongman Championships.

## Atletas destacados
- Vidas Blekaitis
- Saulius Brusokas
- Mikhail Kokliaev
- Benedikt Magnusson
- Andrus Murumets
- Travis Ortmayer
- Igor Pedan
- Derek Poundstoune
- Žydrūnas Savickas
- Robert Szczepański
- Vassil Virastiuk